# Saugus, Santa Clarita, Kalifornija
Saugus je soseska v mestu Santa Clarita v zvezni državi Kaliforniji v Združenih državah Amerike. Saugus je bila ena od štirih sosesk, ki so se leta 1987 združile v mesto Santa Clarita. Preostale tri so bile Valencia, Newhall in Canyon Country. Svoje ime je dobila po mestu Saugus, Massachusetts. V slednjem se je rodil Henry Newhall, posestnik, na katerega zemlji je bila soseska tudi zgrajena. Gostilna "The Saugus Cafe" na ulici San Fernando Road je bila odprta leta 1887  in je med najstarejšimi v Losangeleškem okrožju.

## Demografija
Popis prebivalstva leta 2000 je zabeležil 41,743 prebivalcev, gostota naseljenosti pa je bila 85 prebivalcev na kvadratni kilometer. Povprečna starost je bila 32,8 leta, število članov gospodinjstva pa 3,1. Dve tretjini prebivalstva sta bili poročeni, preostala pa samska. Povprečen donos na gospodinjstvo je bil 80,940 ameriškega dolarja, na osebo pa 29,816 ameriškega dolarja. Povprečna vrednost gospodinjstva je bila 532,700 ameriških dolarjev. V 82,4% gospodinjstvih so živeli njihovi lastniki, v 14,8% pa najemniki.  

## Opaznejši prebivalci
- Red Callender, glasbenik
- Harry Carey, igralec, ena zgodnjih zvezd nemega filma
- Harry Carey, Jr., igralec
- Frank Coghlan, Jr., igralec in letalec
- Mandy Gonzalez, igralka in pevka
- Bob Hovey, oblikovalec Hovey Whing Ding
- Cuddles Marshall,  poklicni metalec
- Tommy Milone, poklicni metalec, trenutno član moštva Oakland Athletics
- Henry Newhall, poslovnež, katerega posestva so kasneje postala mesto Santa Clarita
- Nick Nickson, radijski strokovni komentator moštva Los Angeles Kings